# ماركوس ستوري
ماركوس ستوري (بالإنجليزية: Marcus Storey)‏ (9 نوفمبر 1982 بشيكاغو في الولايات المتحدة - ) هو لاعب كرة قدم أمريكي في مركز الهجوم. لعب مع كولومبوس كرو وهيوستن دينامو وSV Drochtersen/Assel ‏ وSV Wilhelmshaven ‏ وNorth Carolina Fusion U23 ‏ وBSV Schwarz-Weiß Rehden ‏ وTuS Heeslingen ‏.

## وصلات خارجية
- ماركوس ستوري على موقع الدوري الأمريكي (الإنجليزية)
- ماركوس ستوري على موقع قاعدة بيانات كرة القدم.إي يو (الإنجليزية)
- ماركوس ستوري على موقع بيانات كرة القدم. دي إي (الألمانية)
- ماركوس ستوري على موقع عالم كرة القدم.نت (الإنجليزية)